# Кенжетаев, Джан Табылдинович
Джан Табылди́нович Кенжета́ев (род. 1 мая 1957, Казанка, Кокчетавская область) — генерал-майор полиции, кандидат юридических наук, профессор; начальник Карагандинской академии МВД РК (2004—2019).

## Биография
В 1974 поступил в Карагандинскую высшую школу МВД СССР, по окончании которой работал инспектором отделения уголовного розыска, участковым инспектором отдела внутренних дел Калининского района г. Алма-Аты.
С 1988 года — инспектор 2-го отдела, начальник отделения, начальник 2-го отдела Главного управления кадров МВД РК.
С образованием Государственного следственного комитета РК был назначен на должность заместителя начальника Главного управления кадров и учебных заведений ГСК РК.
С 1997 года работал заместителем начальника Административно-финансового департамента ГСК РК.
В октябре 1997 года назначен заместителем начальника 5-го Департамента Комитета национальной безопасности РК.
С марта 1998 года заместитель начальника УВД г. Астаны по кадровой работе.
С января 2002 года заместитель председателя Агентства финансовой полиции РК.
В 2003 году возглавил Академию финансовой полиции РК.
С января 2009 года по октябрь 2010 года руководил Алматинской академией МВД РК.
В 2004—2009 годы и с октября 2010 по 4 января 2019 года возглавлял Карагандинскую академию МВД РК.
Академик Казахстанской национальной академии естественных наук, член исполнительного комитета Международной ассоциации полицейских академий INTERPA. Автор и редактор более 100 научных трудов.

## Награды и звания
Д. Т. Кенжетаев имеет свыше 30 государственных и ведомственных наград Республики Казахстан и зарубежных стран.
- Орден «Данк» II степени
- Монгольский государственный орден Славы
- медали:
  - Астана
  - 10 лет Астане
  - 20 лет независимости Республики Казахстан
  - 25 лет независимости Республики Казахстан
  - 10 лет Конституции Республики Казахстан
  - 20 лет Конституции Республики Казахстан
- Заслуженный работник МВД РК
- Заслуженный работник ГСК РК
- Почётный юрист Республики Казахстан
- Почётный работник образования Республики Казахстан
- Грамота Президента Республики Казахстан
- именное огнестрельное оружие
- Почётный гражданин г. Караганды (04.12.2017), Айыртауского района Северо-Казахстанской области